# Again (T-ara)
Again è il quinto EP del gruppo musicale sudcoreano T-ara, pubblicato nel 2013 dall'etichetta discografica Core Contents Media insieme a KT Music. L'EP è stato poi ristampato, con il titolo Again 1977, il 4 dicembre 2013 e in digitale, con il titolo White Winter, il 14 dicembre 2013.

## Il disco
L'EP segna il ritorno alla formazione originale, composta da sei membri. Il 15 settembre 2013, la Core Contents Media rivelò il ritorno sulle scene delle T-ara per il 10 ottobre. Il 26 settembre venne diffuso un video teaser di trenta secondi, girato in un deserto; un secondo video teaser fu pubblicato nel loro sito ufficiale il 1º ottobre. Per promuovere l'EP, il 6 ottobre fu deciso di pubblicare, oltre a "Number 9", un'ulteriore title track, "I Know the Feeling", arrangiata con l'aiuto di Eunjung. L'EP e le due title track, con i rispettivi video musicali, uscirono il 10 ottobre, mentre la versione drama di "Number 9" uscì il 16 ottobre. A poche ore dalla pubblicazione, "Number 9" arrivò in cima a varie classifiche musicali in tempo reale e vinse, inoltre, il Yearly Kpop song - 2013 Malaysia One FM. Prima ancora dell'uscita del disco, le T-ara si esibirono con "Number 9" al Hallyu Dream Concert.
Una prima ristampa, intitolata Again 1977, fu pubblicata il 4 dicembre, contenente due nuove canzoni, "Again 1977" e "Do You Know Me", remake della canzone di Sand Pebbles del 1977 "What Should I Do".
Una seconda ristampa, White Winter, contenente le due canzoni natalizie "Hide and Seek" e "Middle of Winter Hide and Seek", fu pubblicata il 14 dicembre. Inizialmente doveva essere pubblicata sia in digitale che in fisico, ma quest'ultima venne poi cancellata.

## Tracce
1. Number 9 (넘버나인) – 3:49 (Shinsadong Tiger, Choi Gyu Sung)
2. I Know the Feeling (느낌 아니까) – 3:20 (Baek Hyun Jung, Baek Deok Sang)
3. Hurt (아파) – 3:24 (testo: Kim Hee Sun – musica: Baek Deok Sang)
4. Don't Get Married (결혼 하지마) – 3:42 (Duble Sidekick)
5. Number 9 (넘버나인) (Club Ver.) – 3:46 (Shinsadong Tiger, Choi Gyu Sung)

Tracce della prima ristampa, Again 1977:
1. Again 1977 (1977 기억 안나) – 2:37 (Polar Bear, Shinsadong Tiger)
2. Do You Know Me (나 어떡해) – 3:43 (Polar Bear, Shinsadong Tiger)
3. Number 9 (넘버나인) – 3:49
4. I Know the Feeling (느낌 아니까) – 3:20
5. Hurt (아파) – 3:24
6. Don't Get Married (결혼 하지마) – 3:42
7. Number 9 (넘버나인) (Club Ver.) – 3:46

Tracce della seconda ristampa, White Winter:
1. Hide and Seek (숨바꼭질) – 3:47 (Park Duk Sang, Park Hyun Joong)
2. Middle of Winter Hide and Seek (한겨울의 숨바꼭질) – 3:53 (Park Duk Sang, Park Hyun Joong)
3. Do You Know Me (나 어떡해) – 3:43
4. Again 1977 (1977 기억 안나) – 2:37
5. Number 9 (넘버나인) – 3:49
6. I Know the Feeling (느낌 아니까) – 3:20
7. Hurt (아파) – 3:24
8. Don't Get Married (결혼 하지마) – 3:42
9. Number 9 (넘버나인) (Club Ver.) – 3:46

## Formazione
- Boram – voce, rapper
- Qri – voce
- Soyeon – voce
- Eunjung – voce, rapper
- Hyomin – voce, rapper
- Jiyeon – voce

## Classifiche
| Classifica (2013) | Posizione massima |
| ----------------- | ----------------- |
| Corea del Sud     | 2                 |